# Muang Botèn
Muang Botèn är ett distrikt i Laos.   Det ligger i provinsen Sainyabuli, i den västra delen av landet, 160 km väster om huvudstaden Vientiane.